# Gmina Grabjan
Gmina Grabjan  (alb. Komuna Grabjan ) – gmina położona w środkowo-zachodniej części Albanii. Administracyjnie należy do okręgu Lushnja w obwodzie Fier. W 2011 roku populacja gminy wynosiła 3638 osoby w tym 1794 kobiety oraz 1844 mężczyzn, z czego Albańczycy stanowili 82,24%  mieszkańców. 
W skład gminy wchodzi trzy miejscowości: Grabjan, Staravec, Ferras.